# Обианг, Педро
Педро Мба Абианг Авомо (исп. Pedro Mba Obiang Avomo; 27 марта 1992, Алькала-де-Энарес, Испания) — испанский футболист, полузащитник итальянского клуба «Монца» и сборной Экваториальной Гвинеи.

## Клубная карьера
Педро — воспитанник испанского клуба «Атлетико Мадрид». В июле 2008 года «Сампдория» выкупила права на футболиста за сумму в размере 130 тысяч евро.
12 сентября 2010 года Абианг дебютировал в Серии А, выйдя на замену вместо Владимира Комана на 57-й минуте матча с «Ювентусом», закончившегося со счётом 3:3. Незадолго до матча подписал пятилетний контракт с «Сампдорией». 16 декабря 2010 года дебютировал в Лиге Европы в матче с «Дебреценом», который закончился поражением его команды со счётом 0:2.

## Личная жизнь
Родился в Испании. Родители — выходцы из Экваториальной Гвинеи.